# Parapasiphae kensleyi
Parapasiphae kensleyi is een garnalensoort uit de familie van de Pasiphaeidae. De wetenschappelijke naam van de soort is voor het eerst geldig gepubliceerd in 2005 door Wasmer.